# Stephanie Forrester
Stephanie Douglas Forrester är en fiktiv person och en av huvudkaraktärerna i TV-serien Glamour. Forrester är gift med modedesignern Eric Forrester och de har barnen Angela, Thorne, Kristen och Felicia tillsammans. Forrester har även sonen Ridge tillsammans med Massimo Marone.
Forrester grundade tillsammans med sin make familjeföretaget Forrester Creations som utvecklades till en stor succé.
Forrester spelas av skådespelerskan Susan Flannery sedan år 1987, då serien hade premiär i USA.